# Danilo Medina
Danilo Medina Sánchez (Bohechío, 10 de novembro de 1951) é um economista e político dominicano que foi presidente da República Dominicana de 2012 a 2020.
Medina serviu anteriormente como Chefe de Gabinete do Presidente da República Dominicana de 1996 a 1999 e de 2004 a 2006, e é membro do Partido da Libertação Dominicana (PLD). Ele venceu as eleições presidenciais dominicanas de maio de 2012, derrotando Hipólito Mejía com 51% dos votos. Em 15 de maio de 2016, Danilo Medina liderando uma coalizão de partidos venceu as eleições presidenciais dominicanas de 2016, derrotando o líder da oposição e candidato PRM Luis Abinader com 61,8% dos votos, o maior percentual recebido por um presidente eleito em eleições livres desde 1924, quando Horacio Vásquez ganhou a presidência com 69,8% das cédulas - superando o recorde de Juan Bosch de 59,5% obtido em 1962 e de Leonel Fernández com 57,1% dos votos obtidos em 2004.

O segundo mandato de Medina foi caracterizado por corrupção desenfreada, opressão crescente contra a imprensa livre e espionagem em massa para milhares de cidadãos e figuras proeminentes, incluindo, mas não se limitando a, líderes da oposição e juízes da Suprema Corte. Em fevereiro e março de 2020, protestos eclodiram em todo o país contra o governo cada vez mais autocrático de Medina e sua tentativa fracassada de fraude eleitoral.